# Antonis-Papadopoulos-Stadion
Das Antonis-Papadopoulos-Stadion (griechisch Στάδιο Αντώνης Παπαδόπουλος) ist ein Fußballstadion in der zyprischen Stadt Larnaka. Der Fußballverein Anorthosis Famagusta (Erste Liga) bestreitet hier seine Heimspiele. Das Stadion ist von der UEFA für europäische Spiele zugelassen. Auch einige Spiele der zyprischen Fußballnationalmannschaft wurden hier ausgetragen. 

## Geschichte
Der Baubeginn des Antonis-Papadopoulos-Stadions war 1983 und die Eröffnung konnte 1986 gefeiert werden. Nach mehreren Renovierungen in den Jahren 1997, 2006, 2007 und 2008 erhöhte sich die Zuschauerkapazität von ursprünglich 6000 auf 10.230 Plätze.
Anorthosis und der andere Verein aus Famagusta, Nea Salamis Famagusta, spielten bis 1974 im G.S.E.-Stadion in Famagusta. Nach der Intervention Famagustas von türkischen Truppen im Zypernkonflikt spielte Anorthosis Famagusta einige Zeit in verschiedenen anderen Stadien wie dem Dasaki-Stadion in Achna, dem GSZ-Stadion in Larnaka und dem Tsirio-Stadion in Limassol.  